# Закон смертності Ґомпертца — Мейкгама
Закон смертності Ґомпертца-Мейкгама (інколи просто Закон Ґомпертца) — статистичний розподіл, що описує смертність людини та більшості багатоплідних тварин. Відповідно до закону Ґомпертца-Мейкгама, смертність є сумою незалежного від віку компонентну (член Мейкгама) та компоненту, залежного від віку (функція Ґомпертца), який експоненціально зростає з віком та описує старіння організму. В захищених середовищах, де зовнішні причини смерті усунені (у лабораторних умовах, в зоопарках або для людей в розвинених країнах), незалежний від віку компонент часто стає малим, і формула спрощується до функції Ґомпертца. Розподіл був отриманий та опублікований Актуарієм та математиком Бенджаміном Ґомпертцем в 1832 році.
Відповідно до закону Ґомпертца-Мейкгама, ймовірність смерті за фіксований короткий проміжок часу після досягнення віку x становить:
{\displaystyle p=a+b^{x}},
де x — вік, а p — відносна ймовірність смерті за певний проміжок часу, a і b — коефіцієнти. Таким чином, розмір популяції знижується з віком за подвійною експонентою:
{\displaystyle s(x)=exp[-m(b^{x}+c)]}.
Закон смертності Ґомпертца-Мейкгама найкраще описує динаміку людської смертності у діапазоні віку 30-80 років. В області більшого віку смертність не зростає так швидко, як передбачається цим законом смертності — явище, відоме як уповільнення смертності у пізньому віці.
Історично людська смертність до 1950-х років була здебільшого викликана незалежним від часу компонентом закону смертності (членом або параметром Мейкгама), тоді як залежний від віку компонент (функція Ґомпертца) майже не змінювався. Після 1950-х років картина змінилася, приводячи до зниження смертності в старшому віці і так званої «деректангулярізації» (згладжування) кривої виживання.
В термінах теорії надійності закон смертності Ґомпертца-Мейкгама являє собою закон невдач, де норма ризику — комбінація незалежних від віку невдач та невдач, пов'язаних із старінням, з експоненціальним збільшенням в нормі цих невдач.
Закон Ґомпертца є особливим випадком розподілу Фішера-Тіппетта для негативного віку.